# Bad Endorf
Bad Endorf (do 1987 Endorf in Oberbayern, Endorf i.OB) – uzdrowiskowa gmina targowa w Niemczech, w kraju związkowym Bawaria, w rejencji Górna Bawaria, w regionie Südostoberbayern, w powiecie Rosenheim. Leży około 15 km na północny wschód od Rosenheimu, przy linii kolejowej Salzburg - Rosenheim.

## Demografia
Dane o ludności z 31 grudnia 2008:
| Opis                                | Ogółem | Ogółem | Kobiety | Kobiety | Mężczyźni | Mężczyźni |
| ----------------------------------- | ------ | ------ | ------- | ------- | --------- | --------- |
| Jednostka                           | osób   | %      | osób    | %       | osób      | %         |
| Populacja                           | 7743   | 100    | 3986    | 51,48   | 3757      | 48,52     |
| Wiek przedprodukcyjny (0–17 lat)    | 1408   | 18,18  | 687     | 8,87    | 721       | 9,31      |
| Wiek produkcyjny (18–65 lat)        | 4784   | 61,78  | 2417    | 31,22   | 2367      | 30,57     |
| Wiek poprodukcyjny (powyżej 65 lat) | 1551   | 20,03  | 882     | 11,39   | 669       | 8,64      |

## Polityka
Wójtem gminy jest Gudrun Unverdorben, wcześniej urząd ten obejmował Hans Hofstetter, rada gminy składa się z 20 osób.
|      | CSU | SPD | EFLfUSO | ÜWG-ÜWG/FW |    | Razem |
| 2008 | 7   | 3   | 4       | 6          | 20 |       |
| 2002 | 9   | 5   | 3       | 3          | 20 |       |

### Współpraca
Miejscowości partnerskie:
- Vomp, Austria
- Wołowiec, Ukraina